# Sàvinovka
Sàvinovka (en rus: Савиновка) és un poble del krai de Primórie, a l'Extrem Orient de Rússia, que en el cens del 2010 tenia 19 habitants. Pertany al districte rural de Dalnerétxenski.